# Lucien Jottrand
Lucien Jottrand (Genappe, 31 gennaio 1804 – Saint-Josse-ten-Noode, 17 dicembre 1877) è stato un avvocato e politico belga e attivista fiammingo.
È stato il creatore della bandiera del Belgio insieme a Edouard Ducpetiaux.
Jottrand ha scritto una serie di opere in lingua francese, ma anche in olandese, su leggi, scienza, storia, geologia e scienze linguistiche.

## Biografia
Jottrand, figlio di un notaio, finisce il liceo in olandese a Vilvoorde e ottiene il dottorato in legge nel 1825 presso l'Università di Liegi. Inizialmente Jottrand rimane fedele al Regno Unito dei Paesi Bassi, ma, sempre più, comincia a criticare il governo autoritario di Guglielmo I. Dal 1826 è direttore del giornale di opposizione di Bruxelles Courrier des Pays-Bas, mentre successivamente, nel 1832, diventa editore e proprietario del Courrier Belge.
Il 1º febbraio 1837 ha venduto il giornale a Marcellin Jobard. Durante la rivoluzione belga del 1830 Jottrand, con Édouard Ducpétiaux, progetta la futura bandiera del Belgio per sostituire il tricolore francese, in uso tra i rivoluzionari francesi.
Massone, fu membro del Grande Oriente del Belgio.